# 哈里斯嶺
70°8′S 65°8′E / 70.133°S 65.133°E
哈里斯嶺（英語：Harriss Ridge）是南極洲的山嶺，位於麥克羅伯特森地，處於多佛斯山東北面4公里，屬於查爾斯王子山脈中阿索斯山脈的一部分，由澳大利亞探險隊繪入地圖，現時由南極條約體系管理。